# Ульріх-Філіпп фон унд цу Арко-Ціннеберг
Граф Ульріх-Філіпп фон унд цу Арко-Ціннеберг (нім. Ulrich-Philipp Graf von und zu Arco-Zinneberg; 12 грудня 1917, замок Максльрайн, Бад-Айблінг — 31 грудня 1980, Пассау) — німецький офіцер-підводник, оберлейтенант-цур-зее крігсмаріне.

## Біографія
Представник баварської лінії давнього італо-австрійського графського роду. 16 вересня 1939 року вступив в крігсмаріне. Пройшов дуже тривалу підготовку: з 16 вересня 1939 року — початкова підготовка в 7-му навчальному корабельному дивізіоні, з 30 листопада 1939 року — на навчальному кораблі «Шлезвіг-Гольштейн», з 1 травня 1940 року — курс фенріха у військово-морському училищі Мюрвіка, з 24 серпня 1940 року — при командуванні Болонської гавані, з 25 листопада 1940 року — курс торпедного фенріха в торпедному училищі Мюрвіка, з 1 лютого 1941 року — курс підводника в 21-й флотилії, з 1 квітня 1941 року — курс вахтового офіцера-підводника в 1-й навчальній підводній дивізії, з 3 червня 1941 року — курс торпедного офіцера в торпедному училищі Мюрвіка, з 25 серпня 1941 року — курс вахтового офіцера в училищі зв'язку Мюрвіка, з 25 серпня 1941 року —курс вахтового офіцера-артилериста в корабельному артилерійському училищі Свінемюнде, з 22 вересня 1941 року — практика в 1-му навчальному підводному дивізіоні.
З 15 листопада 1941 року — вахтовий офіцер 25-ї флотилії. З 26 березня 1942 року — 3-й, з 1 грудня 1942 року — 2-й вахтовий офіцер підводного човна U-117. 25-31 травня 1943 року пройшов курс використання перископа в 1-му навчальному підводному дивізіоні. 1-29 червня 1943 року пройшов курс командира підводного човна. 9 липня 1943 року направлений на будівництво U-922 для вивчення його будови. З 1 серпня 1943 року — командир U-922, з 3 листопада 1943 року — U-29, з 18 квітня 1944 року — U-A. Не здійснив жодного бойового походу, оскільки ці човни були навчальними. З 15 березня 1945 року — командир роти 1-го навчального дивізіону. 8 травня 1945 року взятий в полон британськими військами. 28 червня 1945 року звільнений.
Після смерті вітчима графа Фердинанда фон Арко-Валлей в 1968 році успадкував один із сімейних маєтків — замок Занкт-Мартін-ім-Іннкрайс у Верхній Австрії. В 1970 році організував ремонт інтер'єру кімнат замку і реставрацію кількох олійних картин.

## Звання
- Кандидат в офіцери (1 вересня 1939)
- Фенріх-цур-зее (1 грудня 1939)
- Оберфенріх-цур-зее (1 липня 1941)
- Лейтенант-цур-зее (1 березня 1942)
- Оберлейтенант-цур-зее (1 жовтня 1943)

## Нагороди
- Залізний хрест
  - 2-го класу (24 листопада 1942)
  - 1-го класу (1943)
- Нагрудний знак підводника (27 січня 1943)